# Caveat emptor
Caveat emptor (lateinisch möge der Käufer sich in Acht nehmen) ist ein Rechtsgrundsatz, wonach beim Kaufvertrag der Käufer das Kaufrisiko dafür trägt, dass der Kaufgegenstand frei von offenen Sach- und Rechtsmängeln ist. Konnte sie der Käufer erkennen, ist eine Mängelhaftung des Verkäufers ausgeschlossen.

## Allgemeines
Das Kaufvertragsrecht muss weltweit für eine Risikoverteilung zwischen Käufer und Verkäufer sorgen. Im römischen Recht hatte der Käufer bei offensichtlichen Mängeln keinerlei Gewährleistungsansprüche gegen den Verkäufer, denn es galt der Grundsatz Caveat emptor („der Käufer sei wachsam“). Der Käufer war alleine dafür verantwortlich, ob er mängelfreie Waren erhielt. Nach diesem Rechtsgrundsatz soll derjenige belohnt werden, der sich durch eigene Bemühungen oder eigene Intelligenz einen Wissensvorsprung erarbeitet hat. Dabei darf sich der Verkäufer allerdings nicht aktiv täuschend verhalten.
Der Rechtsgrundsatz des caveat emptor wird in der Betriebswirtschaftslehre und Verkaufspsychologie durch das Kaufrisiko ausgedrückt.

## Deutsches Kaufrecht
Das deutsche Kaufrecht geht indes vom Grundsatz aus, dass den Käufer weder eine Verpflichtung noch eine Obliegenheit zur Prüfung des Kaufgegenstandes trifft. Gemäß § 437 BGB kann der Käufer bei mangelhafter Kaufsache Nacherfüllung verlangen, vom Vertrag zurücktreten, den Kaufpreis mindern oder Schadensersatz verlangen. Das setzt jedoch voraus, dass dem Käufer bei Vertragsschluss der Mangel der Kaufsache weder bekannt noch grob fahrlässig unbekannt war (§ 442 Abs. 1 BGB). Besteht – im Ausnahmefall – nach der Verkehrssitte eine Untersuchungsobliegenheit auf der Seite des Käufers (z. T. bejaht hins. Unternehmenskauf) und wird dieser nicht nachgekommen, wird von grober Fahrlässigkeit ausgegangen. Weder die Schuldrechtsreform von 2002 noch die von 2022 brachte die Einführung des Grundsatzes Caveat emptor in das BGB. Vielmehr blieb es bei der Verantwortung des Verkäufers für die Mangelfreiheit der Kaufsache (§ 433 Abs. 1 S. 2 BGB).
Nur im Rechtsverkehr zwischen Kaufleuten (beim beidseitigen Handelskauf) ist zwischen offenen, versteckten und arglistig verschwiegenen Mängeln zu unterscheiden. Die Unterscheidung wirkt sich auf die Obliegenheit, den Mangel unverzüglich zu melden, aus und kann bei ihrer Missachtung zum Verlust der Gewährleistungsrechte führen (§ 377 HGB).

## Angelsächsisches Kaufrecht
„Möge der Käufer aufpassen“ ist ein im angelsächsischen „Common Law“ insbesondere bei Unternehmenskäufen angewandter Rechtsgrundsatz. Danach ist es Risiko des Käufers, alle eine Kaufsache betreffenden Umstände zu erfassen und etwaige Mängel zu erkennen. Das Risiko liegt damit zunächst allein beim Käufer, der keinen Rechtsschutz genießt. Deshalb ist es international üblich, durch Due Diligence das Käuferrisiko zu minimieren oder gar auszuschließen. Der Grundsatz wird jedoch auch auf andere Kaufgegenstände angewandt. Dabei darf der Verkäufer die ihm bekannten Umstände – wie im deutschen Recht – jedoch nicht verschweigen.
Selbst in Deutschland finden Unternehmenskäufe meist nicht mehr ohne vorherige Due Diligence statt. Nach herrschender Meinung und Rechtsprechung gehört die Due Diligence deshalb jedoch nicht zur Verkehrssitte. Sie soll hier auch nicht nur das vermeintliche Käuferrisiko ausschalten, sondern dient primär der Kaufpreisfindung.
In vielen Staaten sieht das Gesetz mittlerweile vor, dass eine Ware „handelsfähige Qualität“ haben muss, oder schreibt sogar eine Mindestgarantiefrist für bestimmte Produktklassen vor. Qualität lässt sich jedoch nach wie vor nicht immer in jedem Fall oder für jedes Produkt gesetzlich vorschreiben. Daher sind Käufer nach wie vor gut beraten, vorsichtig zu sein.

## Ökonomische Dimension
Gleichgültig, für welche Risikoverteilung sich eine Rechtsordnung entschlossen hat, handelt es sich bei dem Grundsatz des Caveat emptor letztlich um eine Risikozuordnung bei ungleich verteilten Informationen zwischen Käufer und Verkäufer (Informationsasymmetrie), die zu einer unterschiedlichen Käuferneigung führen kann. Eine Informationsasymmetrie liegt immer dann vor, wenn ein Marktteilnehmer einen Informationsvorsprung gegenüber anderen Akteuren aufweist. Beim Verkäufer ist das regelmäßig der Fall, weil er bereits durch Besitz der Sache ihre Eigenschaften kennt. Nach Thomas Wein werden Güter mit geringen (hohen) Sicherheitsanforderungen durch Nachfrager mit geringen (hohen) Schadenserwartungen zum niedrigen (hohen) Preis unter der Maxime Caveat emptor nachgefragt. Denn der Käufer wägt den Preis und die erwarteten Mängel der Kaufsache gegeneinander ab und hat ein Interesse daran, den Schadenseintritt zu verhindern oder das Schadensausmaß zu begrenzen.

## Trivia
Caveat emptor wird in Alfred Hitchcocks Film Die Vögel (1963) von Rechtsanwalt Mitch Brenner zitiert, als seine Mutter Lydia vermutet, dass ihre Hühner das von ihr gekaufte Hühnerfutter nicht fressen wollen: „Caveat emptor, Mother, let the buyer beware“ („Caveat emptor, Mutter, der Käufer muss aufpassen“).
In Stephen Kings Bestseller In einer kleinen Stadt (1991, Originaltitel: Needful Things) hängt das Motto des im Mittelpunkt der Handlung stehenden Ladens an der Wand: I DO NOT ISSUE REFUNDS OR MAKE EXCHANGES CAVEAT EMPTOR! (deutsch Es gibt weder Rückerstattungen noch Umtausch).
Die Ferengi aus der Science-Fiction-Serie Raumschiff Enterprise – Das nächste Jahrhundert richten ihr Leben u. a. nach diesem Grundsatz aus.